# مقاطعة بايلور (تكساس)
مقاطعة بايلور (بالإنجليزية: Baylor  County)‏ هي إحدى المقاطعات في ولاية تكساس، الولايات المتحدة الأمريكية، يبلغ عدد سكانها 3,726 نسمة طبقا لإحصاء عام 2010 .

موقع المقاطعة في ولاية تكساس